# Shuangjiang, Tongnan
Shuangjiang (kinesiska: 双江) är en köping i sydvästra Kina. Den ligger i stadsdistriktet Tongnan i storstadsområdet Chongqing, omkring 110 kilometer nordväst om det centrala stadsdistriktet Yuzhong. Antalet invånare är 33 771. Befolkningen består av 16 511 kvinnor och 17 260 män. Barn under 15 år utgör 17,0 %, vuxna 15-64 år 68 %, och äldre över 65 år 14,0 %.